# Anton Walz
Anton Walz (1840 Břeclav – 5. dubna 1906 Štýrský Hradec) byl rakouský politik německé národnosti ze Štýrska, na počátku 20. století poslanec Říšské rady.

## Biografie
Narodil se v Břeclavi jako syn přednosty stanice. Otec brzy zemřel. Matka Antona nechala zapsat do kadetní školy v Mostu. Ve věku 19 let se stal podporučíkem. Zúčastnil se italského tažení v roce 1859 a byl raněn v bitvě u Solferina. Z armády vystoupil roku 1863 a podílel se na lednovém povstání. Po návratu do Rakouska byl zatčen a vězněn v Olomouci. V roce 1865 se vrátil do rakouské armády a získal zpět hodnost poručíka. Roku 1866 se účastnil italského tažení. Z aktivní služby vystoupil v hodnosti rytmistra. Koupil pak statek Lichtenegg ve Wartbergu a věnoval se správě svého majetku. Roku 1885 byl zvolen starostou obcí Wartberg im Mürztal a Mitterdorf im Mürztal. Zpočátku patřil mezi stoupence Georga von Schönerera, později se přiklonil k Německé lidové straně, v jejímž rámci patřil k radikálnímu křídlu.
Od roku 1896 byl poslancem Štýrského zemského sněmu, kde působil jako předseda klubu poslanců Německé lidové strany. Roku 1897 ostře kritizoval Badeniho jazyková nařízení.
Působil i jako poslanec Říšské rady (celostátního parlamentu Předlitavska), kam usedl ve volbách roku 1901 za kurii městskou ve Štýrsku, obvod Bruck, Kapfenberg, Kindberg atd. Poslancem byl do své smrti roku 1906.
Ve volbách do Říšské rady roku 1901 se uvádí jako kandidát Německé lidové strany. V roce 1903 se po názorové roztržce utkal šavlí v duelu s poslancem Otto Steinwenderem. Po souboji se stali přáteli.
Zemřel v dubnu 1906 v hotelu Wiesler ve Štýrském Hradci. Dva roky před smrtí onemocněl žilní chorobou. Léčil se v Bad Nauheim a v zimě 1905/1906 na Riviéře.